# Hadena differenciata
Hadena differenciata är en fjärilsart som beskrevs av Felix Bryk 1948. Hadena differenciata ingår i släktet Hadena och familjen nattflyn. Inga underarter finns listade i Catalogue of Life.